# Christoph Zippel

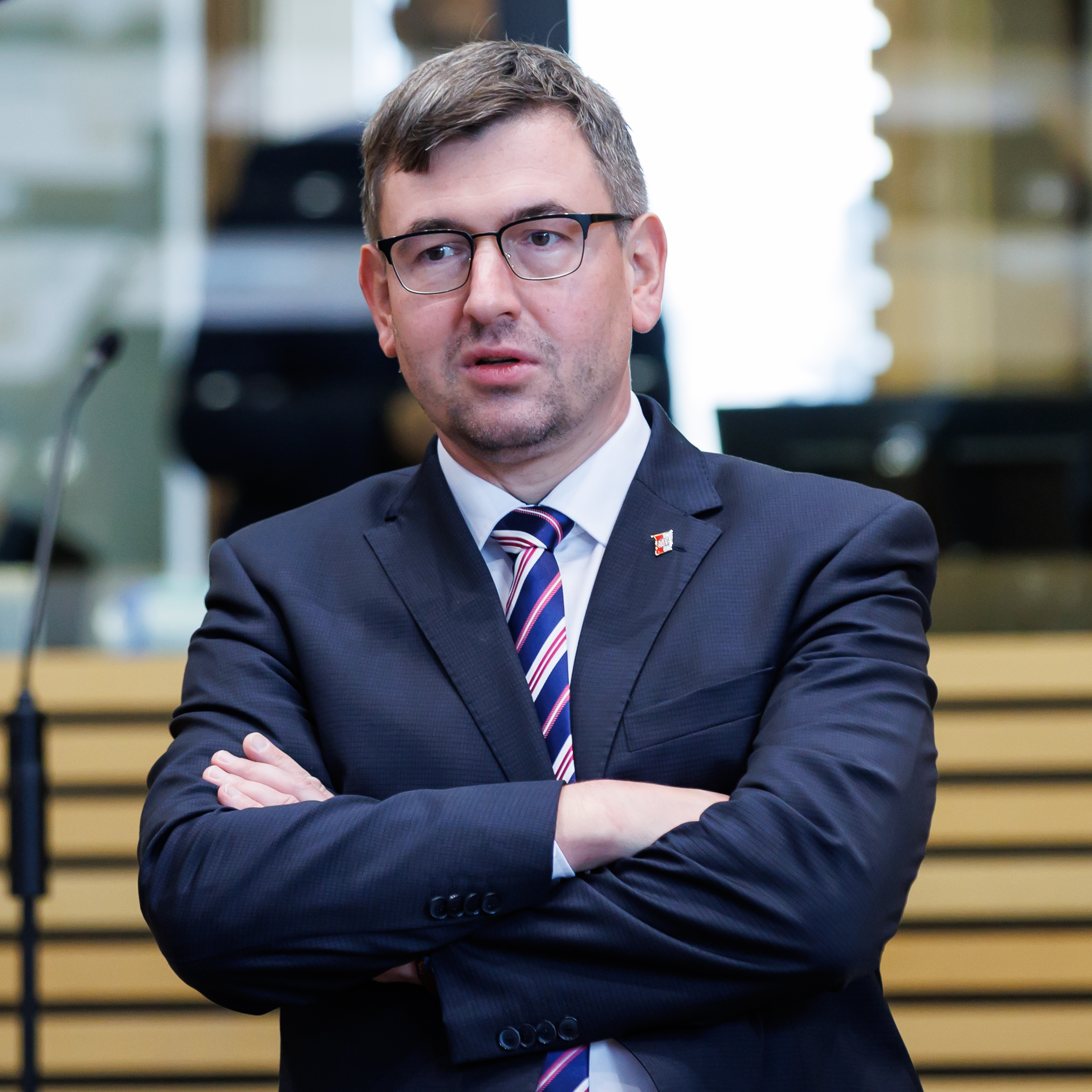
Christoph Zippel (2024)

Christoph Zippel (* 17. Dezember 1982 in Lauchhammer) ist ein deutscher Politiker (CDU) und seit 2014 Mitglied des Thüringer Landtags.

## Ausbildung und Beruf
Der gebürtige Lausitzer wuchs ab 1988 in Altenburg auf. Hier besuchte er von 1993 bis 2001 das Friedrichgymnasium. Nach Abitur und anschließendem Wehrdienst in Halle und Erfurt mit Qualifikation zum Rettungshelfer studierte er von 2002 bis 2011 Politikwissenschaft, Soziologie und Philosophie an der Technischen Universität Chemnitz, was er als Magister Artium abschloss. Anschließend arbeitete er von 2011 bis zu seiner Wahl in den Thüringer Landtag als Dienststellenleiter und Leiter der Ausbildung für den Malteser Hilfsdienst in Chemnitz.
Er wurde im Mai 2019 zum ehrenamtlichen Vorsitzenden der Lebenshilfe Thüringen gewählt.
Christoph Zippel ist ledig, wohnt in Altenburg und gehört der römisch-katholischen Kirche an.

## Politischer Werdegang
Zippel ist seit 2001 Mitglied der CDU. Er wurde 2004 erstmals in den Altenburger Stadtrat gewählt und 2009, 2014 und 2019 wiedergewählt. Dort ist er Mitglied im Hauptausschuss und im Aufsichtsrat der Stadtwerke Altenburg. Seit 2014 gehört er auch dem Kreistag des Landkreises Altenburger Land an, wo er Mitglied des Kreisausschusses, Vorsitzender des Ausschusses für Schule, Kultur und Sport sowie stellvertretender Vorsitzender des Verwaltungsrats der Sparkasse Altenburger Land ist. Zippel ist Vorsitzender der CDU/FDP-Fraktion im Kreistag.
Zur Landtagswahl in Thüringen 2014 gewann er mit 40,2 Prozent der Stimmen das Direktmandat im Wahlkreis Altenburger Land II. Im Thüringer Landtag ist Zippel stellvertretender Ausschussvorsitzender im Ausschuss für Soziales, Arbeit und Gesundheit sowie Mitglied im NSU-Untersuchungsausschuss. Bei der Landtagswahl 2019 verteidigte Zippel sein Direktmandat mit 37,0 % Prozent der Stimmen. In der 7. Legislatur war er Mitglied im Ausschuss für Migration, Justiz und Verbraucherschutz, dem Ausschuss für Soziales, Arbeit, Gesundheit und Gleichstellung sowie dem Verfassungsausschuss. Weiterhin war Zippel Sprecher des Verfassungsausschusses sowie Gesundheits- und Pflegepolitischer Sprecher der CDU-Fraktion und stellvertretender Fraktionsvorsitzender. Bei der Landtagswahl 2024 zog er über die Landesliste erneut in den Landtag ein.
Seit 2020 ist Zippel Kreisvorsitzender der CDU Altenburger Land. Er folgt auf den Landrat Uwe Melzer, der dieses Amt 13 Jahre lang begleitete.

## Mitgliedschaften
Soziales
- Mitglied der Lebenshilfe Altenburg e. V.
- Mitglied im Hospizverein St. Elisabeth e. V.
- Mitglied im Malteser Hilfsdienst e. V.
- Mitglied im Kuratorium der Stiftung „St. Johann Nepomuk“ zu Erfurt
- Fördermitglied bei Ärzte ohne Grenzen

Umweltschutz
- Naturschutzbund Deutschland
- Fördermitglied des World Wide Fund for Nature

Bildung/Kultur
- Kommunalpolitischer Ring Altenburg
- Ehemalige und Förderer des Friedrichgymnasiums zu Altenburg
- Altenburger Schlossverein e. V.
- Freunde und Förderer der Feuerwehr der Stadt Altenburg e. V.

Sport
- Tennis Club Altenburg